# Cantuaria minor
Cantuaria minor är en spindelart som beskrevs av Forster 1968. Cantuaria minor ingår i släktet Cantuaria och familjen Idiopidae. Inga underarter finns listade.